# Західнофризька мова
Західнофри́зька мо́ва (фриз. Westerlauwersk Frysk, нід. Westerlauwers Fries) — одна з фризьких мов; належить до західногерманської підгрупи германської групи індоєвропейської мовної сім'ї.

## Опис
Західнофризька мова поширена у нідерландській провінції Фрисландія та прилеглих районах Гронінгену. У Фрисландії нею спілкуються 70% мешканців. Мова складається з шести діалектів, два з яких — вимираючі. Функціонує здебільшого в усному мовленні. Перебуває під захистом Європейської хартії регіональних мов.
У 1943 році на західнофризьку мову було здійснено переклад Біблії. В 1956 році вона отримала статус офіційної у Фрисландії.

## Споріднені мови та діалекти

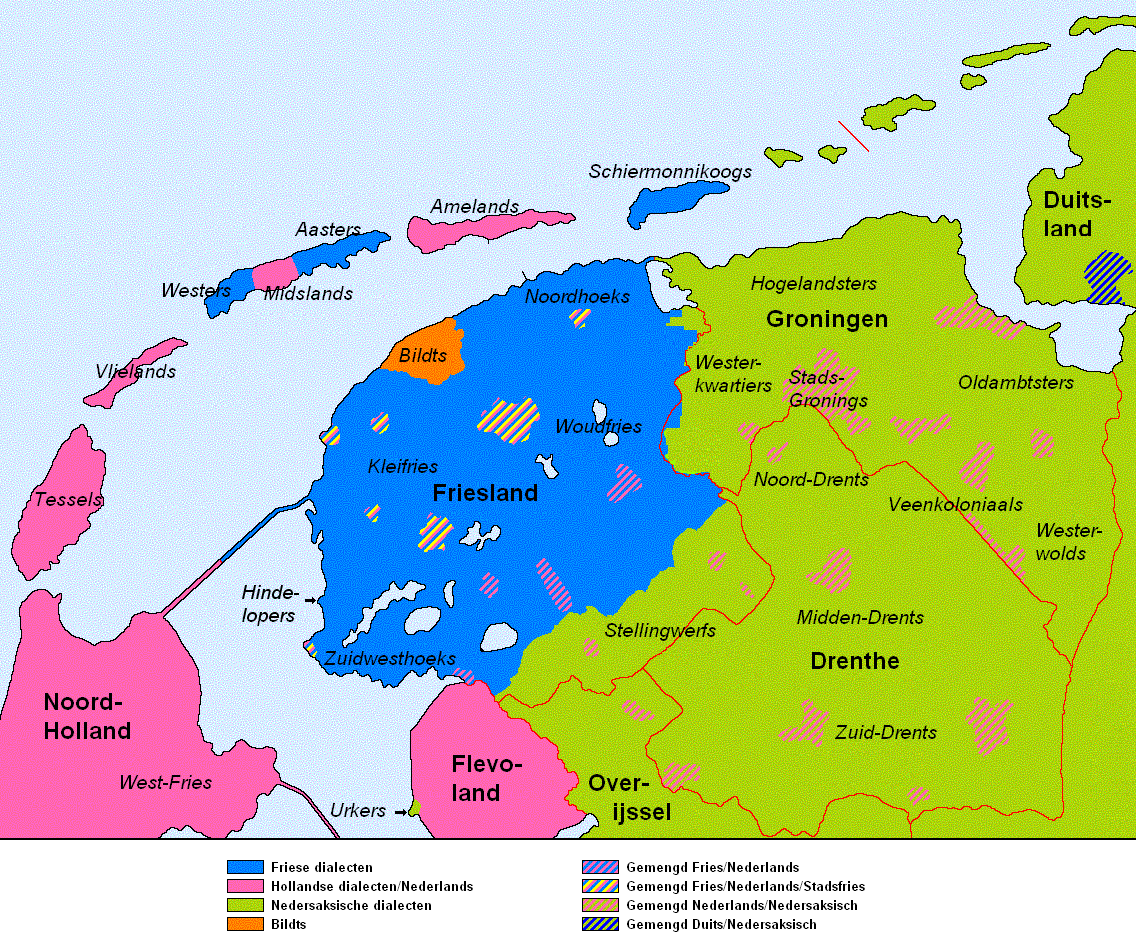
Детальна мапа поширення діалектів західнофризької мови (синій колір)

Історично західнофризька мова походить від старофризької, яка є близькою до давньоанглійської мови. Найближчими до західнофризької є північнофризькі діалекти фризької мови, якими розмовляють на західному узбережжі німецької землі Шлезвіг-Гольштейн. Із затерландською фризькою мовою (Нижня Саксонія) не взаємозрозуміла. Інколи західнофризьку мову вважають діалектом фризької або ж узагалі ототожнюють з фризькою мовою з огляду на порівняно велику кількість мовців.
Лексична подібність:
- затерландська фризька мова — 74%
- німецька мова — 71%
- англійська мова — 61%

## Приклади
- Шібболет часів фризького повстання (1515–1523):

| «Bûter, brea, en griene tsiis; wa't dat net sizze kin, is gjin oprjochte Fries» | Приклад звучанняⓘ
Переклад: «Масло, житній хліб та зелений сир; хто не може це вимовити — несправжній фриз».
- Молитва «Отче наш»:

| Us Heit yn 'e himel, lit jo namme hillige wurde, lit jo keninkryk komme, lit jo wil dien wurde op ierde likegoed as yn 'e himel. Jou ús hjoed ús deistich brea en ferjou ús ús skulden sa't wy ús skuldners ek ferjûn hawwe; en lit ús net yn fersiking komme, mar ferlos ús fan 'e kweade; want jowes is it keninkryk en de krêft en de hearlikheid oant yn ivichheid. Amen. Третє видання фризької Біблії (1995) |